# Erich Kästner-Preis (Dresden)
Der Erich Kästner-Preis wird jährlich vom Presseclub Dresden e. V. an eine Persönlichkeit vergeben, die sich in hervorragender Weise um Toleranz, Humanität und Völkerverständigung verdient gemacht hat. Die Preisträger sollten durch ihr Wirken in Politik, Wirtschaft, Kultur oder einem anderen Bereich des öffentlichen Lebens Maßstäbe gesetzt haben und ihr Engagement sollte einen Bezug zur Stadt Dresden aufweisen. Die Auszeichnung besteht aus einer Urkunde, einem Ehrenpreis und einem Geldbetrag. Der Erich Kästner-Preis ist mit 10.000 Euro dotiert und wird in einer Feier auf Schloss Albrechtsberg überreicht.
Er ist nach dem deutschen Schriftsteller Erich Kästner benannt, der die ersten zwanzig Jahre seines Lebens in Dresden verbrachte.

## Preisträger
- 1994: Ignatz Bubis, Vorsitzender des Zentralrates der Juden in Deutschland
- 1995: Pfarrer Frank Richter, Jugendseelsorger des Bistums Dresden-Meißen
- 1996: Marion Gräfin Dönhoff, Herausgeberin Die Zeit
- 1997: Hans Nadler, Nestor der sächsischen Denkmalpflege
- 1998: Rupert Neudeck, Gründer und Vorsitzender Cap Anamur
- 1999: Frank Wobst, Chairman and Chief Executive Officer von „Huntington Bancshares Incorporated“, Columbus (Ohio)
- 2000: kein Preis vergeben
- 2001: Joachim Gauck, ehem. Bundesbeauftragter für die Unterlagen des Staatssicherheitsdienstes der ehemaligen DDR (BStU)
- 2002: Médecins Sans Frontières, Ärzte ohne Grenzen, Deutsche Sektion
- 2003: Richard von Weizsäcker, Bundespräsident a. D.
- 2004: Hans-Dietrich Genscher, Außenminister a. D.
- 2005: Irmela Mensah-Schramm, Heilpädagogin, dokumentiert und beseitigt seit Jahren auf eigene Kosten Neonazi-Schmierereien in Berlin und bundesweit
- 2006: Alan Russell, Vorsitzender des „Dresden Trust“, ein britischer Verein zur Förderung des Wiederaufbaus der Dresdner Frauenkirche
- 2007: Peter Maffay, Musiker, der UNICEF-Botschafter setzt sich besonders für die Rechte von Kindern ein
- 2008: Stefan Hippler, katholischer Pfarrer, Gründer der Hilfsorganisation „HOPE Cape Town (Südafrika)“, kümmert sich um Kinder und Jugendliche, die AIDS haben
- 2009: kein Preis vergeben (abgelehnt von Veronica Ferres, Schauspielerin)
- 2010: Kurt Biedenkopf, ehemaliger Politiker (u. a. Ministerpräsident Sachsens)
- 2011: Jan Vogler, Cellist und Festivalleiter
- 2012: Gunter Demnig, Bildhauer und Schöpfer der Stolpersteine
- 2013: Dieter Hildebrandt, Kabarettist
- 2014: Iris Berben, Schauspielerin
- 2015: Jürgen Micksch, Theologe und Soziologe
- 2016: Rafał Dutkiewicz, Stadtpräsident von Wrocław (Breslau)
- 2017: Gerhard Ehninger, Medizinprofessor
- 2018: Markus Rindt, Hornist und Mitbegründer der Dresdner Sinfoniker
- 2020: Claus-Peter Reisch, Seenotretter
- 2022: Teresa Enke, Vorsitzende der Robert-Enke-Stiftung